# Ramaria rubripermanens

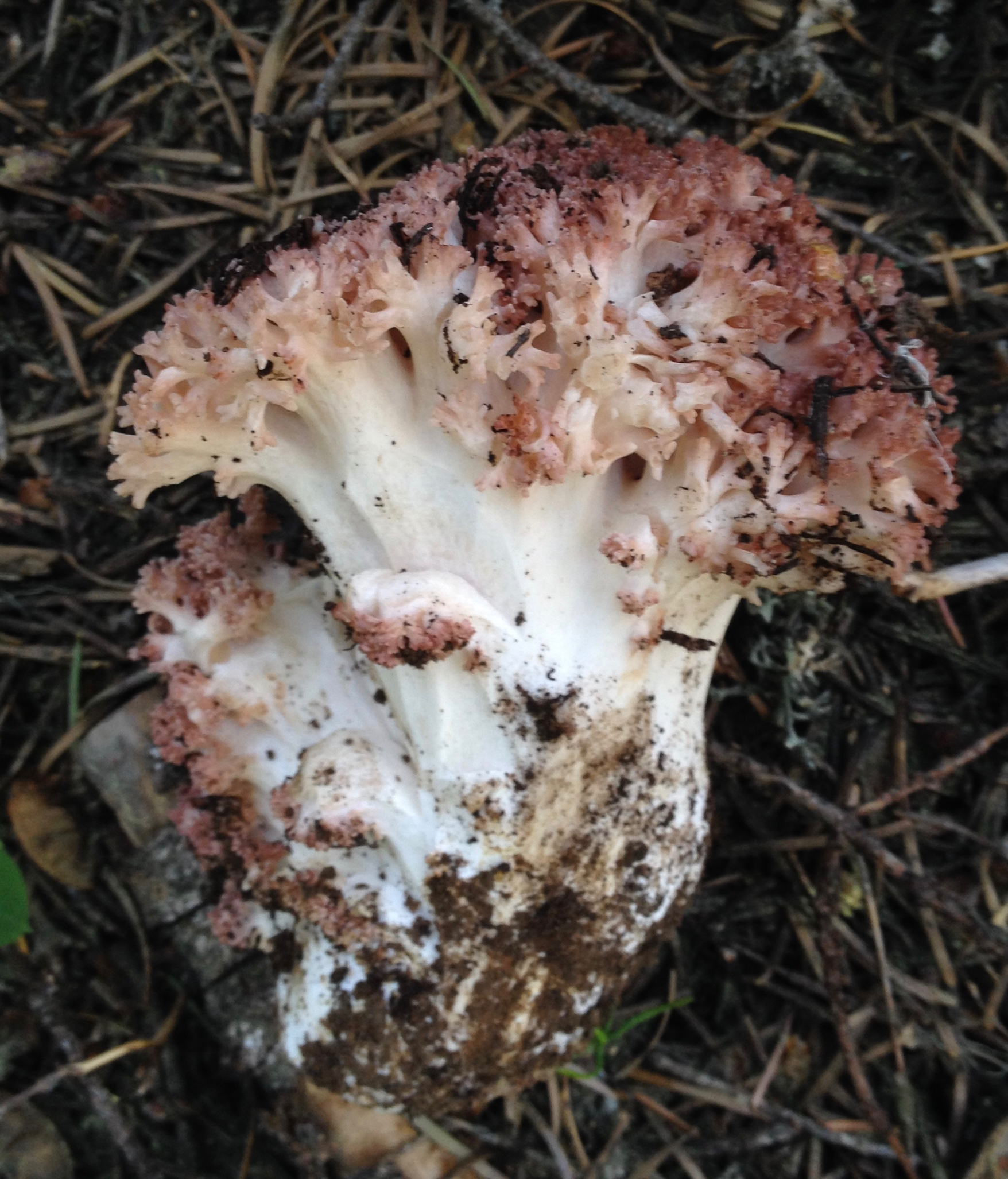

Ramaria rubripermanens Marr & D.E. Stuntz – gatunek grzybów należący do rodziny siatkoblaszkowatych (Gomphaceae).

## Systematyka i nazewnictwo
Pozycja w klasyfikacji według Index Fungorum: Ramaria, Gomphaceae, Gomphales, Phallomycetidae, Agaricomycetes, Agaricomycotina, Basidiomycota, Fungi.
Po raz pierwszy opisali go C.C. Marr i Daniel Elliot Stuntz w 1974 r.
Owocnik
Klawarioidalny o wysokości do 16 cm i średnicy do 10 cm, w zarysie kulisty do piramidalnego, krzaczkowaty. Trzon masywny, w młodym wieku białawy z licznymi, nierozwiniętymi gałązkami, które początkowo są białawe, w okresie dojrzewania przebarwiają się na jasnożółto, ostatecznie przybierając barwę zielonkawoochrową. Miąższ wodnisty, ale nie galaretowaty, plamisty. Gałęzie główne 3–4, o grubości do 2 cm, bardzo mięsiste, białawe, rozgałęziające się na 2–3 gałązki o średnicy do 1 cm. Wierzchołki wielodzielne, palcowate do zwężających się, początkowo białawe, wkrótce bladoróżowe, następnie jasnoróżowawocynamonowe, na koniec matowo bordowe. Zapach lekko aromatyczno-korzenny, smak nieco cierpki.
Cechy mikroskopowe
Podstawki 65–80 × 8–10 µm, maczugowate, ze sprzążką, szkliste z drobnymi gutulami i czterema prostymi sterygmami. Bazydiospory 9–11,9 × 4,3–5,0 µm, elipsoidalne, lekko spłaszczone osiowo, w widoku z boku chropowate, z wieloma gutulami i ścianką o grubości do 0,2 µm, ornamentowane nieregularnymi prążkami. Wyrostek wnęki brodawkowaty, nie wystający Strzępki w tramie trzonu o średnicy 3–8 µm, szkliste, ze sprzążkami, ściśle splecione, nieco grubościenne (ścianka do 0,6 µm). Strzępki górnych gałęzi o średnicy 3-8 µm, szkliste, ze sprzążkami, wolne, przeważnie równoległe.

## Występowanie i siedlisko
Podano jego stanowiska w Ameryce Północnej, Europie, na Nowej Zelandii i na Borneo. Brak go w opracowanym w 2003 r. przez Władysława Wojewodę wykazie wielkoowocnikowych grzybów podstawkowych Polski, ale jego stanowiska podano w późniejszych latach. Aktualne stanowiska podaje także internetowy atlas grzybów. Znajduje się w nim na liście gatunków zagrożonych i wartych objęcia ochroną.